# Marquesado de Griñón
El marquesado de Griñón es un título nobiliario español creado el 25 de febrero de 1862 por la reina Isabel II a favor de María Cristina Fernández de Córdoba y Álvarez de las Asturias-Bohorques, condesa consorte de Villariezo, hija de Joaquín Fernández de Córdoba y Pacheco, VI duque de Arión, y de su esposa María de la Encarnación Álvarez de las Asturias-Bohorques y Chacón.
La denominación de este título hace referencia a la localidad de Griñón, Comunidad de Madrid.

## Marqueses de Griñón
|                        | Titular                                                                 | Periodo                |
| Creación por Isabel II | Creación por Isabel II                                                  | Creación por Isabel II |
| ---------------------- | ----------------------------------------------------------------------- | ---------------------- |
| I                      | María Cristina Fernández de Córdoba y Álvarez de las Asturias-Bohorques | 1862-1893              |
| II                     | Joaquín Fernando Fernández de Córdoba y Osma                            | 1917-1920              |
| III                    | Gonzalo Joaquín Fernández de Córdoba y Mariátegui                       | 1920-1934              |
| IV                     | Joaquín Fernando Fernández de Córdoba y Osma                            | 1951-1955              |
| V                      | Carlos Falcó y Fernández de Córdoba                                     | 1955-2020              |
| VI                     | Tamara Isabel Falcó Preysler                                            | 2020-actual titular    |

## Historia de los marqueses de Griñón

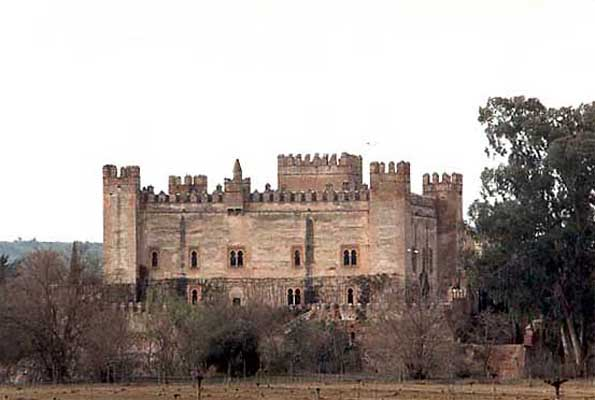
Castillo de los marqueses de Malpica, marqueses de Griñón.

- María Cristina Fernández de Córdoba y Álvarez de las Asturias-Bohorques (Madrid, 6 de septiembre de 1831-Madrid, 20 de noviembre de 1916),[4] I marquesa de Griñón.[5]

Casó con Fernando Manuel Ramírez de Haro y Belvís de Moncada, XII conde de Villariezo. Sin descendientes. Le sucedió en el título el 29 de septiembre de 1917 su sobrino-nieto:
- Joaquín Fernando Fernández de Córdoba y Osma (Biarritz, 21 de septiembre de 1870-Madrid, 19 de noviembre de 1957),[6] II marqués de Griñón,[2][7] VIII duque de Arión,[3] II conde de Santa Isabel, grande de España,[8] II duque de Cánovas del Castillo,[9] XI marqués de Mancera, XV marqués de Povar, XI marqués de Malpica, X marqués de Valero (por rehabilitación en 1925), II marqués de la Puente,[10] II marqués de Cubas, II marqués de Alboloduy, V marqués de la Puente y Sotomayor[11] y X conde de Berantevilla. Era hijo de Fernando Fernández de Córdoba y Álvarez de Bohorques, VII duque de Arión[3] y XIV marqués de Povar, y de Blanca de Osma y Zabala —hija de Ana Zavala de la Puente, I marquesa de la Puente, grande de España y IV marquesa de la Puente y Sotomayor,[11] y de su esposo José Joaquín de Osma y Ramírez de Arellano, embajador de Perú en España—.[10][12] Fue elegido diputado por Toledo en 1896 y en abril de 1903, y senador como grande de España en 1905.[12]

Casó en 1905 en San Sebastián con María de la Luz Mariátegui y Pérez de Barradas, IV marquesa de Bay. En 15 de abril de 1920 le sucedió por cesión su hijo:
- Gonzalo Fernández de Córdoba y Mariátegui (Madrid, 16 de noviembre de 1913-Zúrich, 6 de septiembre de 1934),[13] III marqués de Griñón.

Muerto soltero y sin descendientes en Suiza, el título revirtió a su padre, el II marqués de Griñón, en 1951:
- Joaquín Fernández de Córdoba y Osma (Biarritz, 21 de septiembre de 1870-Madrid, 19 de noviembre de 1957), II y IV marqués de Griñón, etc. En 9 de diciembre de 1955 le sucedió por cesión su nieto,[2] hijo de su hija Hilda Joaquina Fernández de Córdoba y Mariátegui, XIII marquesa de Mirabel,[14] III condesa de Santa Isabel[8] y XII condesa de Berantevilla, y de su esposo Manuel Falcó y Escandón, IX duque de Montellano,[8] XI marqués de Castel-Moncayo[15] y X marqués de Pons, hijo de Felipe Falcó y de Carlota Escandón, ahijada de la emperatriz Carlota de México.[16]

- Carlos Falcó y Fernández de Córdoba (Palacio de las Dueñas, Sevilla, 3 de febrero de 1937-Madrid, 20 de marzo de 2020),[17] V marqués de Griñón[18] y XII marqués de Castel-Moncayo, grande de España.[19]

Casó con Pilar Juana (Jeannine) Girod del Avellanal. Divorciados, padres de:
- Manuel Falcó y Girod, XIII marqués de Castel-Moncayo, casado en 1999 con Amparo Corsini y Montero, padres de Carlos, Manuela y Mariana;
- Alejandra (Xandra) Falcó y Girod, XIV marquesa de Mirabel, viuda de Jaime de Carvajal y Hoyos (m. 2 de septiembre de 2020), XV marqués de Almodóvar del Río.

Contrajo matrimonio con María Isabel Preysler Arrastia. Divorciados y con una hija:
- Tamara Falcó, que heredó el marquesado de Griñón, casada con Íñigo Onieva Molas.

Casó con María de Fátima de la Cierva y Moreno, hija de Alfonso de la Cierva y Osorio de Moscoso, XVII marqués de Poza, y de su esposa Ymelda Moreno y Arteaga, hija, a su vez, del VII conde de los Andes y de la XII marquesa de la Eliseda. Divorciados, padres de: 
- Duarte Falcó de la Cierva.
- Aldara Falcó de la Cierva.

Casó con Esther Doña Morales, actual marquesa viuda de Griñón y marquesa viuda de Castel-Moncayo, hija de José Doña y Marian Morales. Sin descendencia de este matrimonio.
- Tamara Isabel Falcó Preysler (Madrid, 20 de noviembre de 1981), VI marquesa de Griñón.[1]

Casó con Íñigo Andrés Onieva Molas. Sin descendencia actualmente.